# Vaz

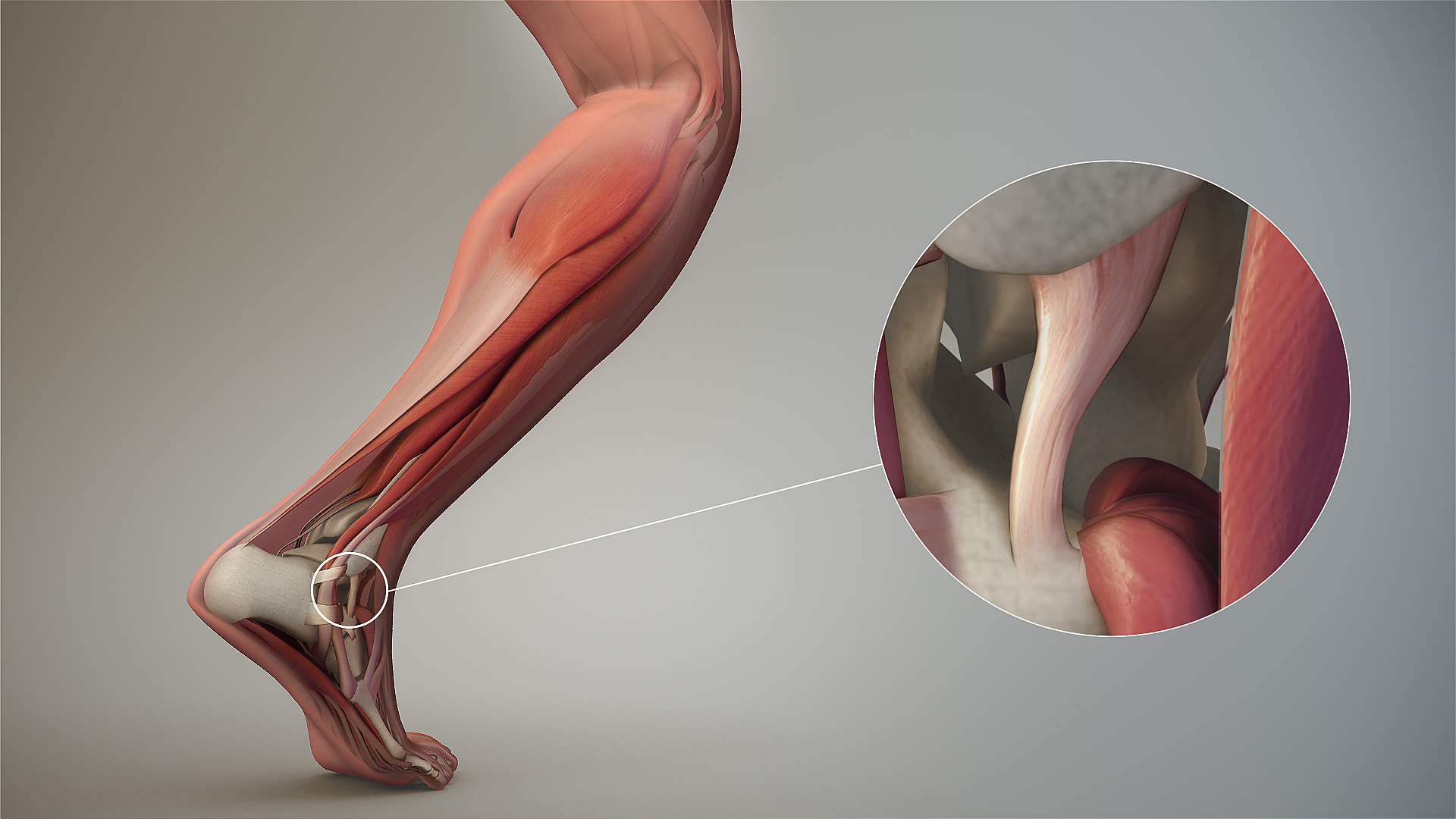
Kloubní vaz

Vaz (latinsky ligamentum z ligo „vázat“ a -mentum „nástroj, prostředek k činnosti“; lat. též retinaculum) je tuhý pevný pruh bílé výplňové tkáně. Slouží ke spojení či upevnění orgánů a jejich částí.
Některá tuhá ligamenta se označují jako retinaculum. Latinské retinaculum znamená obvykle tuhý vazivový pruh, který udržuje polohy struktur, které spojuje, nebo těch, které pod ním procházejí. (Z latinského teneo „držet“, retineo „zadržet“.)
Vaz není totéž co vazivo (vazivová tkáň).
Vaz je součástí kloubů, ve kterých spojuje jednotlivé kosti a brání jejich nadměrnému rozvolnění. Jindy v podobě poutek vazy přidržují svalové šlachy u kostěných struktur, aby šlachy kontrakční silou neodstávaly od kostí a kloubů. Vazy se vyskytují i v blízkosti některých orgánů, jako je děloha, močový měchýř, játra či bránice. V těchto místech vazy udržují správnou polohu orgánů.
Při úrazu může být vaz poškozen, zejména v oblasti kolene a lokte. Menší zranění se léčí pouhými obklady, větší se řeší zafixováním kloubu či chirurgickým zákrokem.

## Vaz u mlžů
Misky lastury mlžů se navzájem přitahují svaly, ale svaly schránku pouze zavírají. Otevření schránky zajištuje dorzální vaz, který se při uvolnění svěracích svalů smrští.